# Nowe Chmielówko
Nowe Chmielówko [ˈnɔvɛ xmjɛˈlufkɔ] (German Vorwerk Auer) là một khu định cư ở khu hành chính của Gmina Zalewo, thuộc hạt Iława, Warmian-Masurian Voivodeship, ở miền bắc Ba Lan. Nó nằm khoảng 14 kilômét (9 mi)   phía nam Zalewo, 17 km (11 mi)  lphía bắc Iława và 57 km (35 mi) về phía tây của thủ đô khu vực Olsztyn.